# شرطة محلية (فرنسا)

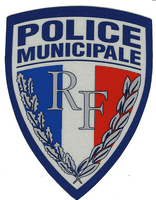
شعار الشرطة المحلية

شرطة محلية. (بالفرنسية: Police municipale )‏، هي شرطة محلية في المدن والقرى في فرنسا. هناك 18000 من رجال الشرطة البلدية في 3500 المجتمعات. الشرطة محلية هي واحدة من الأنواع الثلاثة للشرطة الفرنسية، إلى جانب الشرطة الوطنية والدرك الوطني، حوالي 145,000 شرطي و 98000 جندي بالتنواب.

## عدد الموظفين
عدد موظفي الشرطة المحلية حوالي نحو 18000.
| Year | Number of municipal policemen | Number of municipalities with municipal police |
| ---- | ----------------------------- | ---------------------------------------------- |
| 1984 | 5 641                         | 1 748                                          |
| 1987 | 8 159                         | 2 345                                          |
| 1989 | 9 361                         | 2 663                                          |
| 1993 | 10 977                        | 2 849                                          |
| 1999 | 13 098                        | 3 030                                          |
| 2004 | 16 673                        |                                                |
| 2010 | 18 000                        | 3 500                                          |
| 2015 | 20 000                        |                                                |